# فرانسیسکو فادول
فرانسیسکو خوزه فادول (به انگلیسی: Francisco José Fadul) (زاده ۱۵ دسامبر ۱۹۵۳) سیاست‌مداری از گینه بیسائو است که سابقاً نخست‌وزیر این کشور بود.
او از ۳ دسامبر ۱۹۹۸ تا ۱۹ فوریه ۲۰۰۰ نخست‌وزیر بود و در حال حاضر رهبر حزب سوسیال دموکرات متحد که از احزاب اصلی گینه بیسائو است می‌باشد.
فادول در انتخابات ریاست جمهوری ۱۹ ژوئن ۲۰۰۵ از طرف حزب سوسیال دموکرات متحد شرکت کرد و با ۲.۸۵ درصد آرا در جایگاه چهارم ایستاد.